# Topusko
Topusko es un municipio de Croacia en el condado de Sisak-Moslavina.

## Geografía
Se encuentra a una altitud de 124 m s. n. m. a 106 km de la capital nacional, Zagreb.

## Demografía
En el censo 2011, el total de población del municipio fue de 2 934 habitantes, distribuidos en las siguientes localidades:
- Batinova Kosa - 50
- Bukovica - 2
- Crni Potok - 148
- Donja Čemernica - 166
- Gređani - 343
- Hrvatsko Selo - 314
- Katinovac - 86
- Mala Vranovina - 1
- Malička - 42
- Pecka - 26
- Perna - 173
- Ponikvari - 341
- Staro Selo Topusko - 138
- Topusko - 929
- Velika Vranovina - 150
- Vorkapić - 20